# Kwaito
Le kwaito est un genre musical ayant émergé à Johannesbourg, en Afrique du Sud, pendant les années 1990. Il s'agit d'une variante de musique house faisant usage d'échantillons sonores (samples) issus de musiques africaines. Caractérisé par un tempo moins rapide que les autres genres house, le kwaito se compose souvent de mélodies entraînantes, de boucles percussives, de lignes de basses profondes, et de parties vocales. Le genre est quelque peu similaire au hip-hop dans sa manière de chanter, rapper ou crier les paroles.
Le producteur américain Diplo décrit le kwaito comme « du garage au ralenti », la musique la plus populaire chez la jeunesse noire en Afrique du Sud.

## Étymologie
Le mot kwaito vient du jargon Tsotsitaal, parlé dans les townships de la province Gauteng en Afrique du Sud, et regroupe les styles guz, d'gong, isgubhu et swaito. Le terme est lui-même issu du mot tiré de la langue Afrikaans kwaai, qui se traduirait en « dur » ou « énervé », dont le sens a glissé pour signifier « cool », dans le jargon.
À l'origine, à la fin des années 1980, le terme kwaito était utilisé pour désigner la house, qu'on appelait aussi international music dans les townships. À l'époque, le terme kwaito pouvait aussi être utilisé pour désigner des personnes considérées comme cool, ou des personnes qui écoutent de la house, ou international music.

## Origines

### Bubblegum
Le kwaito trouve son origine dans les années 1980 en Afrique du Sud. L'artiste la plus populaire dans le pays au cours de cette décennie était Brenda Fassie, une artiste à l'époque classée dans le courant musical bubblegum. Le bubblegum est une forme de musique populaire, qui emprunte au disco américain, produit avec des synthés. Le terme bubblegum, aussi utilisé à l'époque à l'international pour parler de la musique de Kylie Minogue ou du groupe Bananarama, avait une connotation péjorative en Afrique du Sud. L'origine de l'expression "township pop" (bubblegum) est sujet à débats, l'une des explications serait qu'un animateur radio aurait décrit cette musique comme des tubes qui perdent vite leur saveur, dont on se lasse vite, comme des chewing-gums qui perdent leur gout,
Le bubblegum est largement considéré comme un ancêtre du kwaito. Dans le documentaire After Robot: Kwaito Music in Johannesburg, Arthur Mafokate, auteur du tube Kaffir, premier grand succès du kwaito, décrit la musique de Brenda Fassie et Chicco comme une forme de disco. Il explique que selon lui, le kwaito est donc une forme de disco remanié.

### House
Accéder à de la culture et donc la musique internationale était l'une des préoccupations majeures des jeunes Sud-africains noirs à la fin des années 1980. À l'époque, on pouvait entendre de la house à Soweto en écoutant l'émission de l'animateur Mabena sur Radio Bop, qui diffusait de la house nord-américaine. Radio Bop était liée à la chaine de télévision BOP TV, qui proposait des programmes étrangers comme Les Simpson. BOP TV avait donc l'image d'une chaine internationale, et par extension, la musique diffusée sur Radio BOP était aussi perçue comme internationale.
Ganyani, l'un des premiers DJ et distributeurs de house du township de Soweto, confirme qu'à cette époque, la house nord-américaine était perçue comme de la musique internationale, par les jeunes Sud-africains noirs. Cette musique était difficile d'accès, dure à trouver chez des disquaires et autres distributeurs. Ganyani se procure ses premiers disques de house par des connexions qu'il rencontre dans son internat. À la fin des années 1980, Ganyani va rassembler des LP de house et les réenregistrer sur cassette, sous forme de mix, avant de les distribuer à Soweto. Il vend ses cassettes à des conducteurs de taxis et Johannesbourg et de Soweto, de cette manière-là, la musique house circule dans toute la région, à travers les enceintes de taxis.
Selon Arthur Mafokate, les Sud-Africains ont voulu se démarquer de la house music (alors appelé kwaito localement) au début des années 1990 et créer leur propre courant, qui reprendrait le terme kwaito. Mafokate et quelques amis de Soweto se sont alors mis à freestyle sur des morceaux de house. Plutôt qu'une pratique hip-hop, Mafokate rapproche la pratique du kwaito à celle des toasters du dancehall jamaïcain.

### Tempo
Le tempo du kwaito (100-115 BPM) est plus lent que celui de la house nord-américaine d'époque (120-125 BPM). Le DJ Oskido explique que le public sud-africain préférait danser sur des tempos plus lents, et donc que les DJ de house locaux ont pris l'habitude de jouer les morceaux plus lentement. Ce tempo serait resté quand les interprètes se sont mis à rapper et toaster sur les instrumentales.
Dans son ouvrage Kwaito's Promise, Gavin Steingo propose une autre explication pour le ralentissement. Selon lui, le speed garage (sous-genre de la house né au Royaume-Uni) était le genre de house le plus populaire en Afrique du Sud au début des années 1990. Mais son tempo, autour de 130 BPM, était trop rapide pour les Sud-africains noirs, à qui il évoquait le tempo du rock et donc de la musique qui était pour eux connotée « blanche ». Les DJ jouaient donc ces 45 tours de speed garage en mode de lecture 33 tours, ce qui réduisait le tempo à 95 BPM.

## Histoire

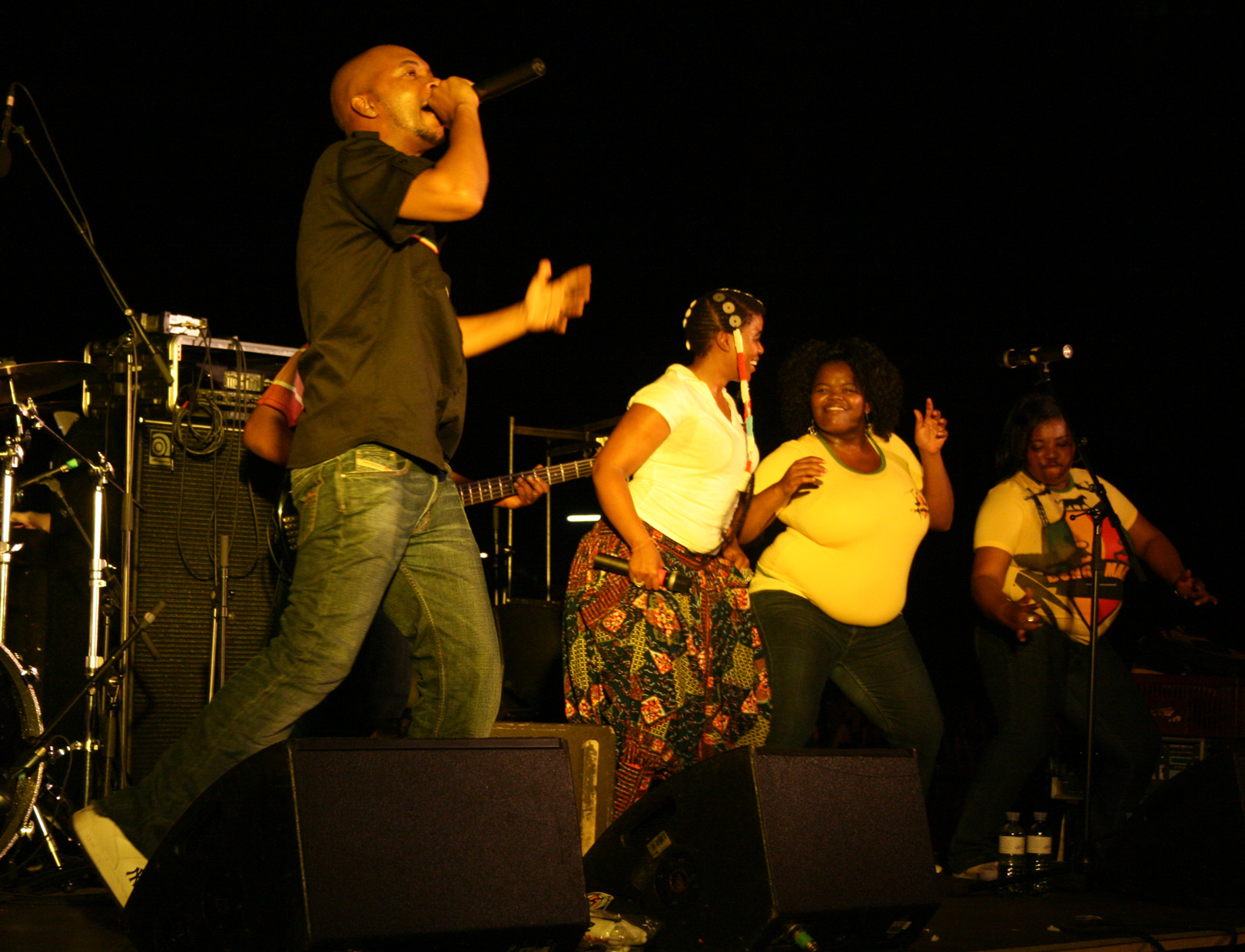
Le groupe Bongo Maffin en 2008.

Le kwaito émerge dans la ville de Soweto au moment où Nelson Mandela devient le premier président élu démocratiquement en Afrique du Sud. La levée des sanctions économiques et politiques transforment rapidement l'industrie de la musique sud-africaine. L'un des premiers singles kwaito à se populariser en Afrique du Sud est le titre Kaffir du musicien Arthur Mafokate, qui illustre la liberté d'expression désormais de vigueur dans le pays. La liberté retrouvée par les sud-africains permettent aux musiciens locaux de collaborer à l'international et ainsi de s'exprimer plus librement. De ce fait, le kwaito est également connu comme une nouvelle liberté d'expression, et de nombreux chants anti-apartheid y sont inclus. Le kwaito est considéré comme le genre qui définit la génération qui émergera après l'apartheid.
Les écoles locales se trouvent dans l'incapacité de trouver des programmes éducatifs, comme dans le domaine musical, pour stimuler la connaissance de leurs élèves. Le kwaito, qui ne requiert aucune théorie musicale mais qui fait usage de nombreux instruments, devient facilement accessible pour les habitants de ces villes locales. Alors que le kwaito se popularise significativement en Afrique du Sud, des collaborations, comme celles entre les artistes de RnB Danny K et Mandoza, deviennent habituelles. Le kwaito attire l'attention de la presse écrite, en particulier le morceau d'Arthur Sika Lekhekhe (une phrase en zoulou qui signifie littéralement « Couper la part en deux » mais qui veut exactement dire « Baise avec moi ») publiée en 2005. La chanson est bannie d'une chaîne de radio dirigée par la South African Broadcasting Corporation et Arthur se doit de rééditer sa vidéo après de nombreux plaintes de téléspectateurs choqués par les contenus à caractère sexuel. D'une manière similaire, le groupe Boom Shaka (en) est critiqué pour sa réédition du thème national sud-africain en version kwaito.
L'industrie du kwaito s'accroît rapidement et le genre devient très compétitif. Des artistes populaires du genre incluent Zola, Lebo Mathosa, Mandoza, Trompies, Mzekezeke, Brown Dash, Mahoota, Spikiri, Mzambiya, Chippa, Msawawa, Mshoza, Thembi Seite, Thandiswa Mazwai, Brikz, TKZee, Unathi, et une icône du kwaito, Brenda Fassie. Les stars du kwaito en Afrique du Sud sont perçues comme des représentants du langage et de l'économie nationale contre la ségrégation imposée par le gouvernement,.